# Move (Little Mix)
Move è un singolo del girl group britannico Little Mix, pubblicato il 3 novembre 2013 come primo estratto dal secondo album in studio Salute.

## Tracce
Download digitale
1. Move – 3:44

## Classifiche
| Classifica (2013) | Posizione massima |
| ----------------- | ----------------- |
| Australia         | 26                |
| Belgio (Fiandre)  | 37                |
| Francia           | 109               |
| Irlanda           | 5                 |
| Italia            | 91                |
| Nuova Zelanda     | 12                |
| Paesi Bassi       | 76                |
| Regno Unito       | 3                 |